# Stiphrosoma stylatum
Stiphrosoma stylatum är en tvåvingeart som beskrevs av Rohacek och Barber 2005. Stiphrosoma stylatum ingår i släktet Stiphrosoma och familjen sumpflugor. Inga underarter finns listade i Catalogue of Life.